# Фуассак (Аверон)
Фуасса́к (фр. и окс. Foissac) — коммуна во Франции, находится в регионе Окситания. Департамент — Аверон. Входит в состав кантона Каденак-Гар. Округ коммуны — Вильфранш-де-Руэрг.
Код INSEE коммуны — 12104.
Коммуна расположена приблизительно в 490 км к югу от Парижа, в 115 км северо-восточнее Тулузы, в 50 км к западу от Родеза.

## Население
Население коммуны на 2008 год составляло 423 человека.
| 1962 | 1968 | 1975 | 1982 | 1990 | 1999 | 2008 |
| ---- | ---- | ---- | ---- | ---- | ---- | ---- |
| 265  | 275  | 292  | 320  | 319  | 331  | 423  |

## Экономика
В 2007 году среди 238 человек в трудоспособном возрасте (15—64 лет) 186 были экономически активными, 52 — неактивными (показатель активности — 78,2 %, в 1999 году было 79,5 %). Из 186 активных работали 169 человек (87 мужчин и 82 женщины), безработных было 17 (7 мужчин и 10 женщин). Среди 52 неактивных 15 человек были учениками или студентами, 22 — пенсионерами, 15 были неактивными по другим причинам.

## Достопримечательности
- Подземная часть течения реки Жонкьер и пещера Фуассак (fr:Grotte de Foissac). Памятник истории с 1978 года[3]

## Фотогалерея

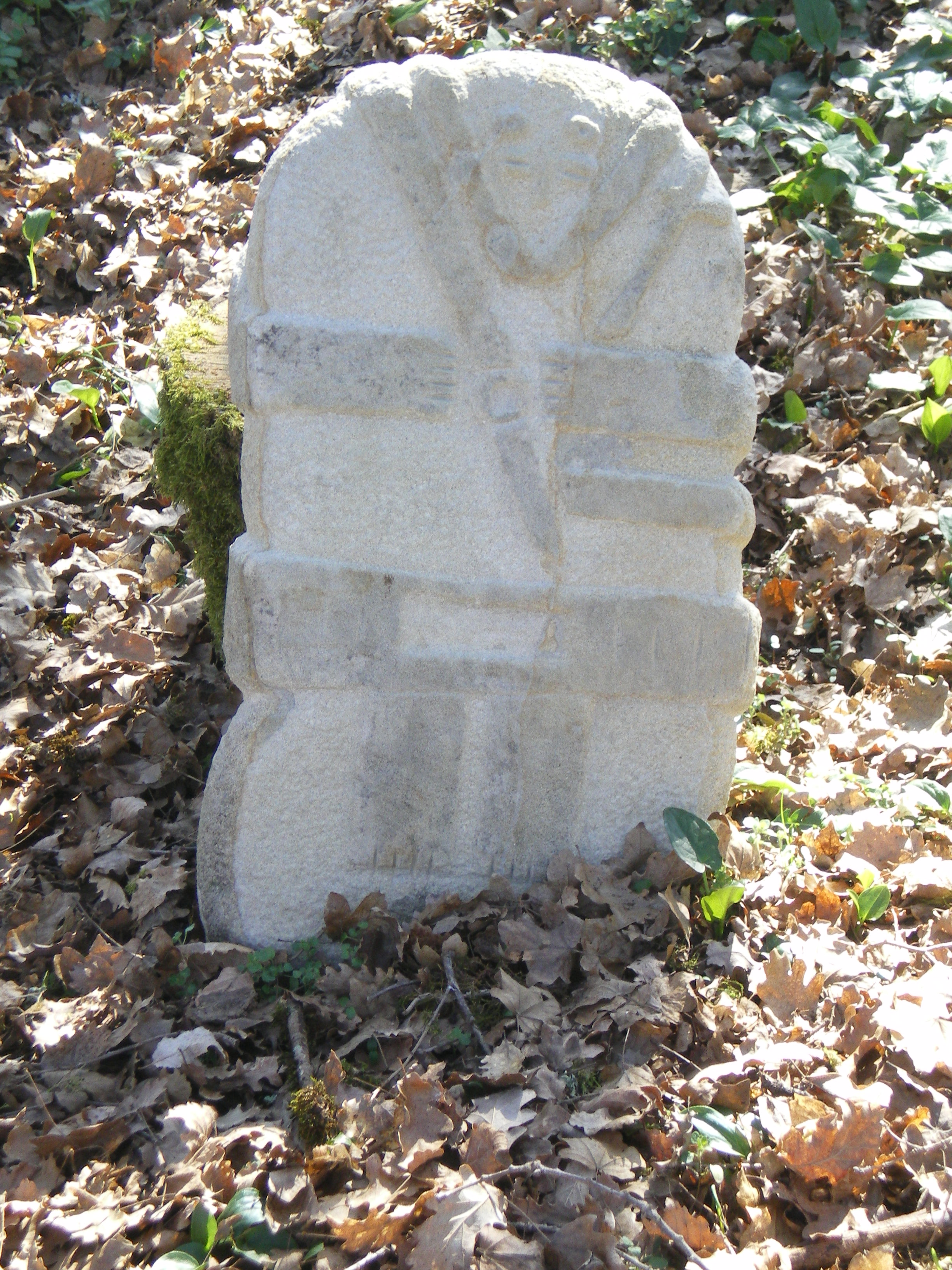
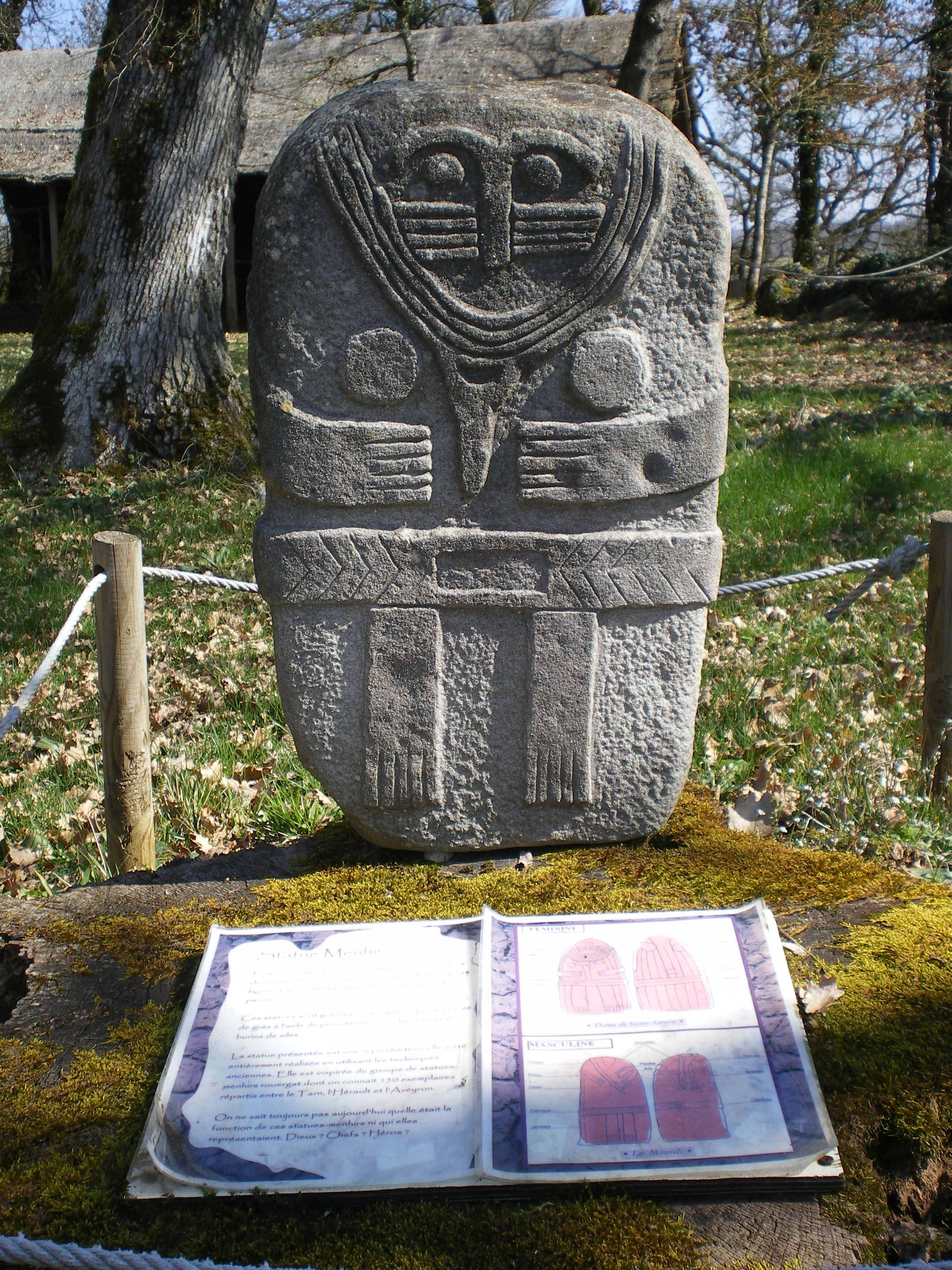
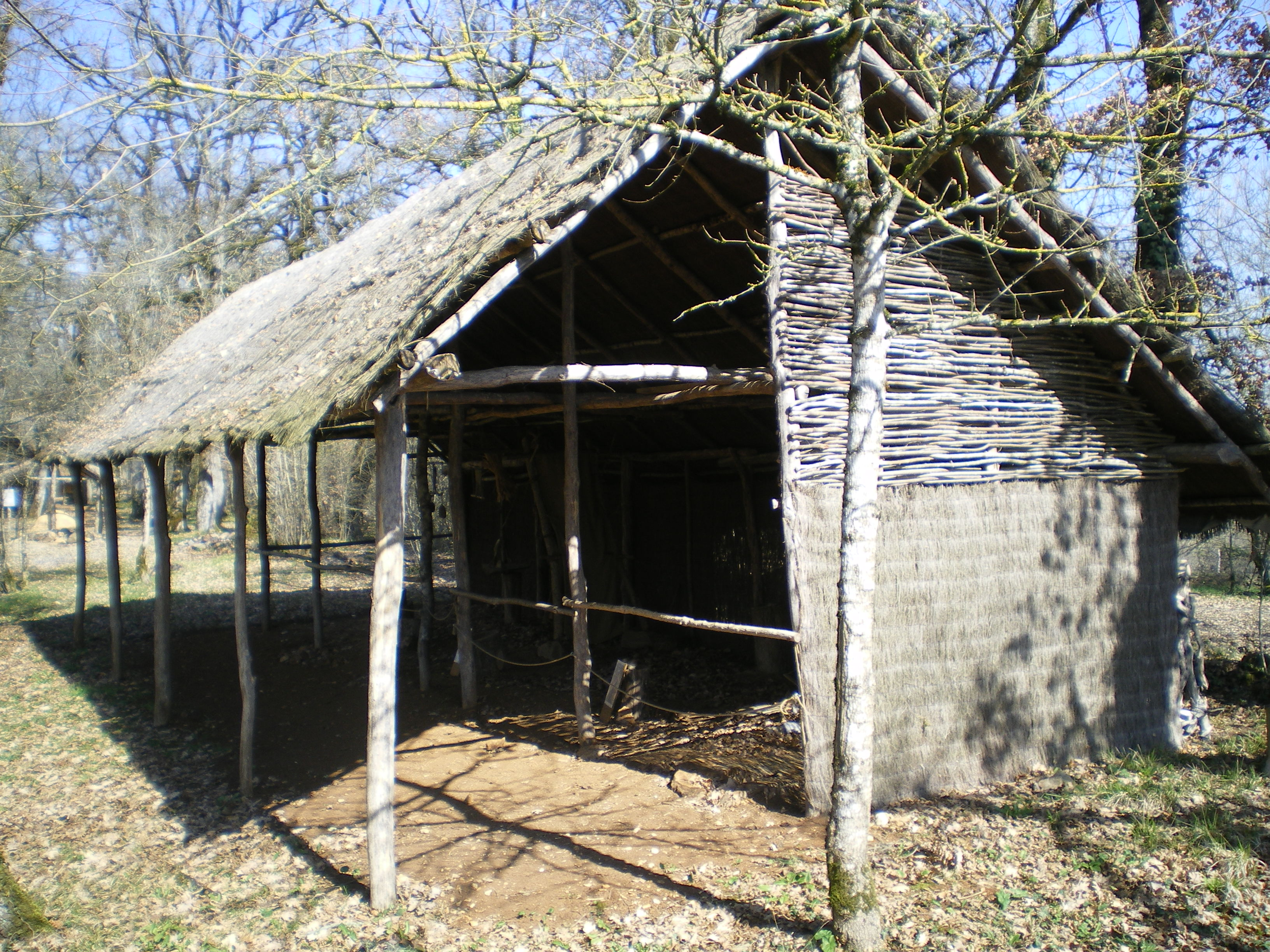
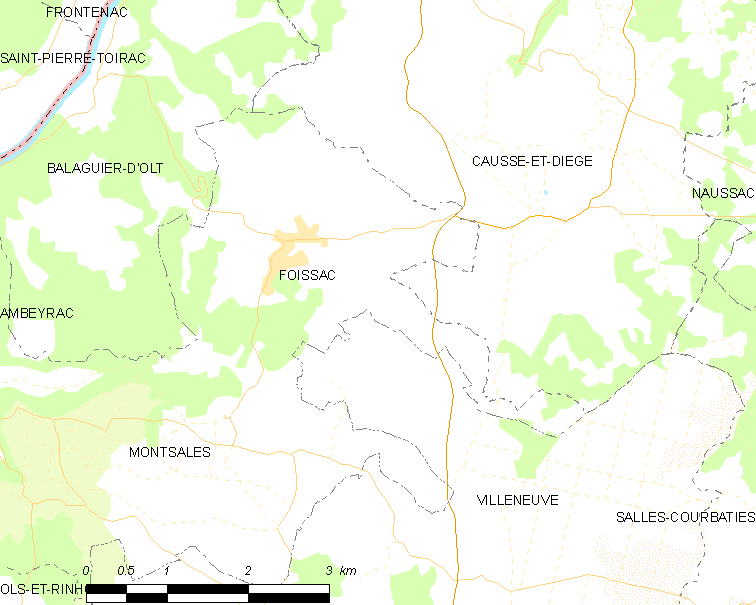
Карта коммуны